# Automeris pallidior
Espèce
Automeris pallidior est une espèce de papillons de la famille des Saturniidae.